# Zhang Jun (gångare)
Det här är en artikel om en person med kinesiskt personnamn; Zhang är familjenamnet.
Zhang Jun (kinesiska: 张俊), född 20 juli 1998, är en kinesisk gångare.

## Karriär
Vid olympiska sommarspelen 2020 i Tokyo slutade Zhang på åttonde plats på 20 kilometer gång. I september 2023 tog han guld på 20 kilometer gång vid asiatiska spelen i Hangzhou.